# Zoysia macrantha
Zoysia macrantha är en gräsart som beskrevs av Nicaise Auguste Desvaux. Zoysia macrantha ingår i släktet Zoysia och familjen gräs. Utöver nominatformen finns också underarten Z. m. walshii.